# Kim Hwa-sook
Kim Hwa-sook, född den 2 mars 1971, är en sydkoreansk handbollsspelare.
Hon tog OS-guld i damernas turnering i samband med de olympiska handbollstävlingarna 1992 i Barcelona.